# Hennadiy Avdyeyenko
Hennadiy Valentynovych Avdyeyenko (en ukrainien Геннадій Валентинович Авдєєнко, en russe Gennadiy Avdeyenko, Gennadiy Valentinovich Avdeyenko, Геннадий Валентинович Авдеенко), né le 4 novembre 1963 à Odessa, est un athlète soviétique puis ukrainien, spécialiste du saut en hauteur.

## Biographie
Il débute dans l'athlétisme dans la discipline du triple saut puis se concentre sur le saut en hauteur. La première édition des Championnats du monde, les mondiaux d'Helsinki 1983, le voit se faire connaître du monde de l'athlétisme en remportant un concours où il franchit la barre de 2,32 mètres à son premier essai, ce qui constitue alors son record personnel.
Comme tous les athlètes soviétiques, il est privé des Jeux olympiques de 1984 de Los Angeles en raison du boycott des pays du Pacte de Varsovie.
Lors des mondiaux de Rome 1987, il établit sa meilleure performance personnelle mais doit se contenter de la médaille d'argent.
Lors du concours des Jeux olympiques de 1988 à Séoul, il doit faire face à de nombreux concurrents, 12 sportifs franchissant la barre de 2,32 mètres. Il est toutefois le seul à franchir la barre de 2,38 mètres, record olympique, ce  qui lui donne la médaille d'or devant l'Américain Hollis Conway, son compatriote Rudolf Povarnitsyn et le Suédois Patrik Sjöberg .

## Palmarès

### Jeux olympiques
- Jeux olympiques de 1988 à Séoul, Corée du Sud
  -  Médaille d'or

### Championnats du monde
- Championnats du monde 1987 à Rome, Italie
  -  Médaille d'argent
- Championnats du monde 1983 à Helsinki, Finlande
  -  Médaille d'or

### Championnats du monde en salle
- Championnats du monde 1987 à Indianapolis, États-Unis
  -  Médaille d'argent

### Championnats d'Europe en salle
- Championnats d'Europe 1987 à Liévin, France
  -  Médaille de bronze